# Il–20 (1948)
Az Il–20 szovjet páncélozott nehéz csatarepülőgép volt, melyet az Iljusin tervezőiroda fejlesztett ki az 1940-es évek második felében. Az M–47-es dugattyús motorral felszerelt gépből csak egy prototípus készült. 

## Története
Az Iljusin tervezőiroda 1947. március 11-én kapott megbízást a szovjet kormánytól egy a korábbiaknál nagyobb tűzerővel és jobb repülési jellemzőkkel rendelkező, erősen páncélozott, egymotoros, légcsavaros csatarepülőgép kifejlesztésére. A tervezőiroda 1947 végére készítette el a tervvázlatot. A főkonstruktőr Szergej Kocsergin volt. Az Il–20 jelzést kapott gép az Il–10-es koncepcióján alapult, annak továbbfejlesztett változata. A gépbe az akkor újonnan elkészült, 2200 kW (3000 LE) maximális teljesítményű M–47 (más jelzéssel FM–45S) motort építették. A konstrukció egyik jellegzetessége volt a motor felett, közvetlenül a légcsavar mögött elhelyezett pilótafülke, ami jó kilátást biztosított a pilóta számára. Másik konstrukciós újítása a szárnyba épített és lefelé kitéríthető gépágyúk voltak. Ez a megoldás lehetővé tette, hogy a gép vízszintes repülésben, magasságvesztés nélkül is támadhasson földi célokat.
A tervvázlatot 1948 februárjában továbbították a légierő Tudományos Kutatóintézetéhez (NII), majd 1948. június 12-én a kormány engedélyezte a prototípus megépítését. Ez 1948. november végére készült el, majd Vlagyimir Kokkinaki berepülőpilóta 1948. december 5-én végrehajtotta a géppel az első felszállást. Az 1948–1949-ben elvégzett berepülési program során a gépen az M–47-es motor erős vibrációt okozott. A légierő problémásnak találta a pilótafülkéhez túl közel elhelyezkedő légcsavart is, mert a légcsavar sérülése (pl. hasraszállásnál) a pilótafülkében és a pilótában is kárt tehetett. A gép karbantartását nehezítette, hogy nehézkes volt a hozzáférés a motorhoz. Elégedetlenek voltak az üzemanyagtartály tűzoltó rendszerével és az üzemanyagtartály pilótafülke mögötti elhelyezését sem találták szerencsésnek. A gép sebessége is elmaradt a várakozásoktól. 2800 m-en csak 515 km/h-s maximális sebességet ért el, ami 36 km/h-val alacsonyabb volt az Il–10M sebességénél. A felmerült problémák, valamint a sugárhajtású gépek megjelenése, és a gép konstrukciójának elavultsága miatt a sorozatgyártást elvetették, a fejlesztési programot 1949. május 19-én törölték.
Az Il–20 típusjelzést később az Il–28 bombázó polgári (postarepülőgép) változatának, az Il–28P-nek, majd az Il–18-as utasszállítón alapuló rádióelektronikai felderítő repülőgépnek a jelölésére használták.

## Jellemzői
Teljesen fémépítésű, hagyományos, alsószárnyas elrendezésű repülőgép. Konstrukciója, arányai az Il–10-re emlékeztetnek. Jellegzetessége volt a motor fölött elhelyezett pilótafülke. A pilóta mögött a rádiós-lövész kapott helyet. A pilótafülke elülső és oldalsó szélvédője is páncélüvegből készült. Az első szélvédő a szokásosnál nagyobb volt és mélyebben lenyúlt, ami jó kilátást biztosított a pilótának, így a ferdén elhelyezett gépágyúk alkalmazásához vízszintes repülésben is jól látható volt a célterület. 
A gépet erős páncélzattal látták el, amely védte a pilótát, a lövészt, a motort, valamint a hűtőrendszert, az üzemanyagtartályokat és a kenési rendszert. A páncéllemezek össztömege 1480 kg-ot tett ki. Az üzemanyagtartályt a pilótafülke és a légi lövész kabinja között helyezték el.
Fő fegyverzetét négy darab 23 mm-es Spitalnij S–3 típusú gépágyú alkotta. A két-két gépágyút a szárnyakban, a futóműtől kifele eső részeken helyezték el. A gépágyúk a szárnyból lefelé 23 fokkal kifordíthatók voltak. Mindegyik gépágyú 900 darabos lőszerjavadalmazással rendelkezett. AZ eredeti tervek szerint a törzsbe is építettek volna két, ferdén lefele néző gépágyút, de a megépített prototípusnál a szűk tömegkorlátok miatt ez nem valósult meg.
Önvédelmi fegyverként, a hátsó légtér védelmére ugyancsak egy S–3 típusú gépágyút alkalmaztak. Ezt egy Il–VU–11 típusú, a törzs felső részén elhelyezett forgatható toronyba építették. A gépágyút oldalirányba 180°-os (jobbra és balra is 90-90°), a függőleges síkban 80°-os tartományban lehetett mozgatni. A toronyba épített önvédelmi gépágyút a lövész távirányítással kezelte a pilótafülke mögött kialakított, páncélzattal védett kabinjából. A torony működtetése hidraulikus volt, és olyan mechanizmussal látták el, amely megakadályozta, hogy a gépágyú csövét a törzs vagy a vezérsíkok irányába lehessen állítani. A korai tervekben a lövész és a torony a farokészben volt elhelyezve.
A gép teljes bombaterhelése 1190 kg volt. A légibombákat vagy a szárny középső részén kialakított négy bombarekeszben, vagy a félszárnyak alatti külső bombazárakon lehetett elhelyezni, utóbbi esetben két 500 kg-os légibombát szállíthatott. Emellett négy rakétaindító sínnel szerelték fel, melyekre RSZ–132 típusú, földi célok elleni, nem irányított rakétákat lehetett függeszteni.

## Műszaki adatok

### Geometriai méretek és tömegadatok
- Hossz: 12,59 m
- Fesztáv: 17,0 m
- Magasság: 3,0 m
- Szárnyfelület: 44,00 m²
- Üres tömeg: 7535 kg
- Normál felszálló tömeg: 9500 kg
- Üzemanyag: 800 kg
- Legnagyobb felszálló tömeg: 9820 kg

### Motor
- Száma: 1 db
- Típusa: AM–47 típusú, V12 hengerelrendezésű, folyadékhűtésű benzinmotor
- Felszálló teljesítmény: 2200 kW (3000 LE)

### Repülési jellemzők
- Utazósebesség: 300 km/h
- Legnagyobb sebesség: 515 km/h
- Minimális sebesség: 150 km/h
- Hatótávolság: 1680 km (400 kg-os bombaterheléssel)
- Legnagyobb repülési magasság: 7750 m
- Emelkedőképesség: 6,2 m/s
- Szárny felületi terhelése: 223 kg/m²
- Felszállási úthossz: 500 m